# 朱惠方
朱惠方（1902年12月18日—1978年9月17日），男，江苏丹阳人，中国木材学家，中国木材科学的开拓者之一。

## 生平
朱惠方1919年毕业于江苏省淮阴农校。后赴欧洲留学，先后就读于德国明兴大学（今慕尼黑大学）、普鲁士林学院。1925年毕业，前往奥地利维也纳垦殖大学研究院深造，攻读森林利用学。1927年回国，先后任教于浙江大学农学院、北平大学农学院、金陵大学等校。抗日战争爆发后随金陵大学迁往重庆，出任森林系教授、系主任。1943年出任中央林业实验所副所长。1945年抗战结束后，他被派往长春，参与组建长春大学农学院并任教授兼院长。1948年受邀前往台湾，出任国立台湾大学森林系教授、系主任。次年他又创建了台大实验林管理处，并加入台湾林学会。1954年，赴纽约州立大学林学院任研究员。1956年返回中国大陆，出任林业科学研究所材性室主任、副所长。1957年加入九三学社。曾任第四届全国政协委员、第五届全国政协常委。